# Ugly Delicious
Ugly Delicious è una serie-documentario di Netflix a tema cucina, storia e viaggio. Ogni episodio parte da un piatto ed esplora come viene creato in diverse regioni e come evolve.
La prima stagione è andata in onda il 23 febbraio 2018 con il cuoco David Chang..
Il 22 novembre 2018, è stato rinnovato per una seconda stagione., che è andata in onda il 6 marzo 2020..